# Неерутіська сільська рада
Не́ерутіська сільська рада (ест. Neeruti külanõukogu, рос. Неэрутиский сельский совет) — сільська рада в Естонській РСР, адміністративно-територіальна одиниця в складі повіту Вірумаа (1945—1950) та Тапаського району (1950—1954).

## Населені пункти
Сільській раді підпорядковувалися села: Ванду-Еескюла (Vandu-Eesküla), Ванду-Таґакюла (Vandu-Tagaküla), Нееруті (Neeruti), Йиетаґузе (Jõetaguse), Видувере (Võduvere), Рістметса (Ristmetsa), Йиепере (Jõepere), Удукюла (Uduküla), Лустімяе (Lustimäe), Валґма (Valgma), Валґма-Мяґеде (Valgma-Mägede), Видувере-Таґакюла (Võduvere-Tagaküla), Парійзі (Pariisi), Арукюла (Aruküla), Метспере (Metspere).

## Історія
13 вересня 1945 року на території волості Ундла у Віруському повіті утворена Неерутіська сільська рада з центром у селі Нееруті.
26 вересня 1950 року, після скасування в Естонській РСР повітового та волосного поділу, сільська рада ввійшла до складу новоутвореного Тапаського сільського району.
17 червня 1954 року в процесі укрупнення сільських рад Естонської РСР Неерутіська сільська рада ліквідована. Її територія склала південно-східну частину новоутвореної Кадрінаської сільської ради.